# День народження
День наро́дження, день роди́н, наро́дини, уроди́ни, вроди́ни — день, коли народилася певна особа, від цього дня починається відлік віку цієї особи.
День народження більшість людей справляють як свято, оскільки цього дня людина стала на рік старша від попереднього дня народження. Людина, у якої цей день є днем народження, називається іменинником. У багатьох культурах іменинникам прийнято дарувати подарунки. День народження, який відбувається в річницю кратну 5-ти, 15, 20 і т. д. раз називають ювілеєм.[джерело?]
Також, окремі люди святкують дні народження відомих особистостей, а християни святкують дні народження різних святих (наприклад, Різдво, Різдво Діви Марії тощо). Крім того, часто святкують іменини, тобто день ангела та святого покровителя, які часто збігаються з днем народження.[джерело?]

## Історія виникнення
Коли саме виникла традиція святкувати дні народження невідомо. Хоча за Біблією перший випадок святкування дня народження згадується ще у стародавньому часі (Буття 40; 20-22) Письмові джерела вказують, що ще в Стародавньому Римі відбувалися святкування днів народжень. Слід зазначити, що люди, про яких згадується у Святому Письмі не були служителями Бога, і до того ж поклонялись язичницьким богам.
Звичай запалювати свічки зародився у греків. Круглі паляниці з запаленими на них свічами клали на жертовник в храмах Артеміди в день її народження.
Ряд дослідників вважають, що святкування днів народжень раніше носили релігійно-культовий характер. Спільне святкування в колі друзів захищало народженого цього дня від зла і злих духів.

## Традиції святкування дня народження
Традиція існування дня народження з'явилася ще в Стародавньому Єгипті, однак таке дійство могли дозволити собі лише фараони й царі. Окрім всіляких напоїв і наїдків, видатні люди Єгипту запрошували на свято слуг і рабів, а також проявляли неабияку милість — випускали цього дня ув'язнених.
Право на святкування день народження у древній Греції мав лише глава сім'ї — чоловік, батько, а жінки з дітьми залишалися осторонь.
Християни першого століття на відміну від єгиптян і греків, взагалі не святкували днів народжень. Згідно з Біблією — наш недосконалий світ, місце для скорботи й печалі, тому радісною новиною є не народження, а позбавлення від гріхів. Також скромні служителі Бога не вважали, свою появу у світі чимось важливим, що потребує святкування. Згодом таке бачення набуло м'якшого втілення, і, починаючи з XII століття, дні народження, як чоловіків, так жінок і дітей, почали святкуватися. А причиною такого пом'якшення стало те що після смерті апостолів у християнський збір проникли релігійні відступники, які поступово увели свої традиції що базувались на язичницьких віруваннях.
Винахідниками дитячих днів народжень вважають німців. У них існувала традиція, за якою потрібно було розбудити на світанку дитину й подарувати пиріг. Свічок мало бути стільки, скільки років виповнилося. Пиріг не різали одразу, а чекали, доки малюк загадає бажання й задує усі свічки. Бажання обов'язково здійсниться, якщо про нього нікому не казати.
Тягати за вуха, як виявилося, — це стародавній звичай. Наші предки думали, що такі «вправи» допоможуть відігнати злого духа. В Англії іменинника беруть за руки-ноги і підкидають стільки разів, скільки виповнилося винуватцю свята, та ще й додають рік на щастя. В Ізраїлі іменинника піднімають угору разом зі стільцем. Канадці мастять кінчик носа маслом, щоб невдачі хапали за слизький ніс і тікали.
А за славнозвісний гімн дня народження «Happy Birthday to You» нам слід дякувати сестрам-вчителькам із Кентуккі. Адже вони у 1893 році склали пісню, якою вітали іменинників із днем народження. На сьогодні, як свідчить Книга рекордів Гіннеса, — це найпопулярніша пісня у світі.
Африканські країни багаті на свої ритуали. Так, діти, які досягнули певного віку, щоб потрапити у плем'я, мусять пройти випробування. До того ж, африканці вельми скупі на дні народження. Для прикладу, члени одного з африканського племені святкують власний день не частіше, ніж раз на вісім років.
Українці теж не стояли осторонь. Тому, завдячуючи нам, з'явилася традиція дарувати торти. У давнину українці випікали короваї, але до нас цей обряд прийшов трохи «осучасненим». Замість короваю в наші часи печуть різні торти та тістечка.
У ряді районів України, зокрема в Галичині та серед української діаспори збереглась традиція на дні народження або на іменини виконувати святкову пісню «Многая літа».
Відмова святкувати дні народження:
Відмовляються святкувати дні народження Свідки Єгови, оскільки, традиція святкування днів народження, це частина язичницьких вірувань і обрядів. До того ж, у Біблії (Книга Буття 40:20—22, Євангеліє від Матвія 14:6—10) святкування днів згадується у негативному світлі. Важливо також відмітити, що навіть сам Ісус Христос не святкував дня народження свого, чи своїх учнів. Хоча таке свято, як день народження здається добрим та не винним, воно насправді має глибоко вкорінені язичницькі обряди, які, на думку Свідків, порочать та знеславляють правдивого Бога.
Деякі мусульмани також уважають за гріх відзначення днів народження.
Святкування дня народження в Україні збирає друзів та близьких разом. Ми можемо насолоджуватися святковими пікніками та приготуванням їжі, різноманітними пригодами, танцями, співами та тостами, не кажучи вже про смачні шматочки торта та мерехтіння свічок. Щороку, коли ми стаємо старшими і мудрішими, ці особливі дні нагадують нам про те, як далеко ми пройшли.